# Вілмош Іванчо
Вілмош Іванчо (23 лютого 1939 — 25 листопада 1997) — угорський волейболіст. Брав участь у чоловічому турнірі на літніх Олімпійських іграх 1964 року.